# V支隊 (緬甸戰役)
孟加拉V支隊（V Force），是英國在第二次世界大戰緬甸戰役期間成立的一個由孟加拉穆斯林組成的偵察武裝和情報蒐集組織，在1942年和1943年的緬甸戰事僵局期間，為印度的盟軍提供了一個屏障，但V支隊無法破壞敵方戰線，蒐集到的情報少，就算蒐集了少量情報，也缺乏日文翻譯員或口譯員來處理，效用不彰。且他們在緬甸因屠殺十萬多名佛教徒而惡名昭彰，他們在緬甸的後裔大多是羅興亞人。

## 確立與組織
1942年4月，當日軍在緬甸打敗英軍，似乎有可能侵入印度時，阿奇博尔德·韦维尔將軍下令設立一個游擊組織，該組織將在印度和緬甸之間的邊界沿岸開展活動。這個邊界長800英里（1200公里），從喜馬拉雅山到孟加拉灣。
V支隊被設想為“留守”的部隊。如果日本人在1942年底季風季節結束後入侵印度時，V支隊就會以埋伏和破壞的方式騷擾他們的通信線路，並從敵方後線收集情報。該部隊的第一任指揮官是A.菲利克斯·威廉斯。軍隊分為六個區域指揮部，分別對應於印度公務員制度的行政區域，這反映了前沿各地居民的族裔情況。 每個地區指揮部都有一個指揮官，副指揮官，副官、軍需官和軍醫官，四個排的阿薩姆步槍兵（約100人）和最多1000名當地登記的游擊隊或後備部隊士兵。
地區指揮官和其他軍官很少是真正的陸軍軍官；任用資格往往是當地語言和人民的專業知識。一些指揮官是警員，前文官或茶農，甚至一名女性。但日本人在1942年沒有像英國人擔心的那樣侵略印度。因V支隊建立了巡視和前哨基地，美軍後來也接管緬甸北部地區。

## 後期行動
1944年日本人對印度的入侵威脅終於發生了。V支隊在日本人入侵期間，提供了一些日軍的情報，但他們缺乏軍需用品，因此，V支隊無法按計劃騷擾日本的通信線路，不得不解散，或回到盟軍部隊。

## 結果
當日本在1944年後開始撤軍的時候，孟加拉V支隊改變了攻擊對象，在阿拉干地方，V支隊參與了穆斯林與若開佛教徒的衝突。由於若開人佛教徒曾受過日本人支持，在盟軍和日軍在墨玉半島進行戰爭的三年間，V支隊使用英國軍方提供的軍火，對若開族人進行了一場大屠殺，根據緬甸人和英國人的記錄，V支隊不是與日本人作戰，而是摧毀了佛教寺院，佛塔和房屋，並燒了上百個村莊，屠殺了超過10萬名信奉佛教的平民，僅在一個邊境小城「孟都」，V支隊就殺死了3萬多個手無寸鐵的佛教徒，若開人稱之種族清洗。這些慘無人道的罪行，導致大量的緬甸人對孟加拉V支隊與其後（羅興亞人）裔心生憤恨。

## 延伸閱讀
- Allen, Louis. . Dent Publishing. 1984. ISBN 0-460-02474-4.
- Briscoe, Dr. C.H. . December 2002  [2018-08-27]. （原始内容存档于2012-10-25）. (Backup site（页面存档备份，存于）)

## 外部連結
- Burma Star Organisation page
- History of Arakan